# John Richard Hyde
John Richard Hyde, né le 15 novembre 1912 à Montréal et mort le 15 juillet 2003 à Kanata, est un homme politique québécois.

## Biographie
Il est le fils de George Gordon Hyde. Il est député libéral de Westmount—Saint-Georges de 1955 à 1966 et député de Westmount de Élection générale québécoise de 1966 à 1970. Il est Président de l'Assemblée législative du Québec du 9 janvier 1962 au 21 octobre 1965.